# Castor 1
Castor 1 é um foguete estadunidense fabricado pela Thiokol e usado como estágio ou acelerador em conjunto com outros foguetes, como por exemplo no Scout X, no Delta D ou no Delta G.